# Bengerstorf
Bengerstorf település Németországban, Mecklenburg-Elő-Pomeránia tartományban. Lakosainak száma 539 fő (2023. december 31.).

## Népesség
A település népességének változása:
| Lakosok száma | 577  | 559  | 547  | 537  | 542  | 539  |
|               | 2014 | 2017 | 2019 | 2021 | 2022 | 2023 |